# Клостернојбург
Клостернојбург град је у Аустрији, смештен у источном делу државе. Клостернојбург је четврти по величини град у покрајини Доњој Аустрији, где се налази у округу Беч-Окружење, чије је седиште.
Клостернојбург се налази близу Беча, па овај некада засебан градић последњих деценија прерастао у бечко предграђе више категорије.

## Природне одлике
Клостернојбург се налази у источном делу Аустрије, на месту где крајњи источни огранци Бечке шуме дотичу обале Дунава. Клостернојбург се налази на свега 20 km северно од Беча. Градска околина је брежуљкаста и позната по виноградима.

## Становништво
| 1981.  | 1991.  | 2001.  | 2011.  |
| ------ | ------ | ------ | ------ |
| 22.975 | 24.442 | 24.797 | 25.828 |

По процени из 2016. у граду је живело 26816 становника. Пре једног века град је имао око 15.000 становника. Град је споро растао пре свега захваљујући ексклузивности самог насеља - положај на тераси над Дунавом и очувано старо језгро. Због тога је град привукао махом нове становнике из више класе, који су тражили мању густину насељености и бројне садржаје слободног времена.

## Галерија
- Манастир, око кога се образовао град
- Црква
- Леополдов трг
- Музеј Есл
- Музичка школа

## Партнерски градови
- Гепинген